# Christianisation de la Bulgarie

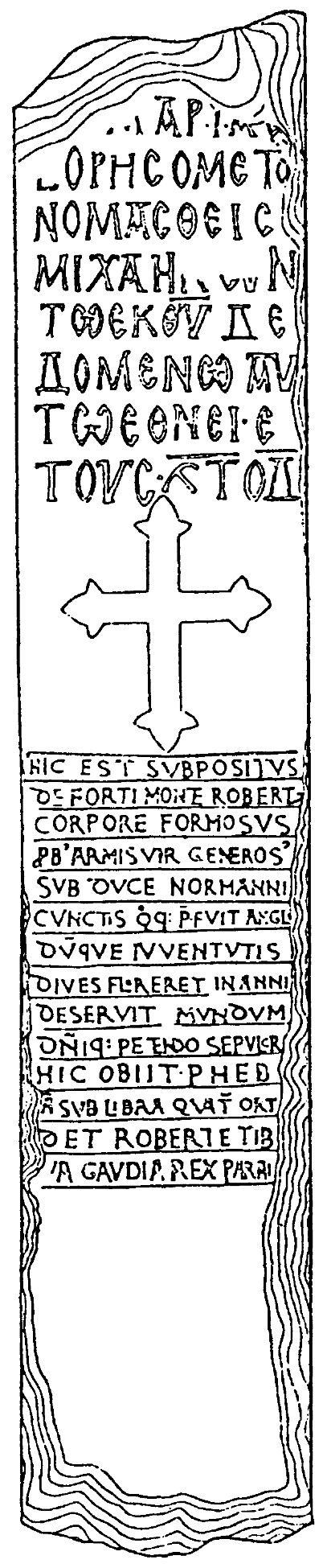
L'inscription Ballsh atteste l'année du baptême de Boris Ier de Bulgarie : 864.

La christianisation de la Bulgarie est le processus par lequel la Bulgarie médiévale se convertit au christianisme au IXe siècle.

## Contexte
Dans l'Ancienne Grande Bulgarie déjà (qui englobait les actuelles Ukraine et Russie méridionale), le khan Koubrat (605-665) s'était montré intéressé par une éventuelle conversion au christianisme, sous le parrainage de l'empereur romain d'Orient, Héraclius.
Sous le règne de Boris Ier de Bulgarie (milieu du IXe siècle-907), le Premier Empire bulgare englobe un périmètre comprenant les actuelles Serbie orientale, Macédoine du Nord, Bulgarie, Roumanie et Moldavie, avec des populations slaves et valaques déjà chrétiennes. La noblesse des boyards Proto-Bulgares dont Boris était issu, était pour sa part fidèle au tengrisme, mais Boris souhaitait la convertir solennellement au christianisme pour faire reconnaître sa légitimité par l'Europe chrétienne et renforcer son autorité sur ses sujets chrétiens, en les soustrayant à l'influence byzantine.
Boris s'enquiert donc d'un éventuel baptême auprès de Louis II de Germanie en 863, alors que la Bulgarie est attaquée par l'Empire byzantin. Après diverses négociations et hésitations, Boris choisit de recevoir le baptême à Constantinople plutôt qu'en Occident, obtenant en contrepartie des Byzantins la paix et des cessions territoriales en Thrace. Au début de l'année 864, Boris est baptisé à Pliska par une assemblée (събор, sãbor) de popes byzantins, avec sa femme, qui reçut le nom de Marie, suivie par sa famille et plusieurs boyards fidèles à sa cause. L'empereur Michel III étant son parrain, Boris prend Michel comme nom de baptême. Le baptême des Bulgares est officiel depuis 864. Initialement son baptême reste discret pour éviter une révolte de ses nobles proto-bulgares, attachés au tengrisme, mais la conversion est rapidement éventée et le soulèvement des boyards se produit en 865 : Boris le réprime dans le sang et fait exécuter 52 familles de boyards, enfants compris.

## Conséquences
À cette époque, à la fin du IXe siècle, la conversion de l'état bulgare, qui, de khanat païen (681–864) devient un tzarat chrétien (865–1018), a un grand retentissement en Europe. À l'exception de l'empire byzantin, le Premier Empire bulgare et le royaume des Francs étaient à ce moment les seules grandes puissances chrétiennes d'Europe. Au sein de l'Église chrétienne, un différend survient entre les patriarches de Constantinople et de Rome au sujet du diocèse de Bulgarie, différend dont Boris Ier de Bulgarie tire profit pour établir sa propre église nationale. Sortant le christianisme de l'hérésie trilingue (selon laquelle seuls l'hébreu, le grec et le latin pouvaient être liturgiques), l'ancienne langue bulgare devient alors la langue quatrième langue liturgique et de chancellerie des églises et des pays bulgares et valaques, et l'est restée jusqu'au milieu du XVIIIe siècle. Ce différend, en s'élargissant à d'autres sujets, aboutira à la séparation des Églises d'Orient et d'Occident au XIe siècle.
La christianisation de la Bulgarie est une étape très importante dans l'établissement du christianisme en Europe de l'Est, et en particulier dans l'adoption de la civilisation gréco-romaine et de la religion chrétienne sur les terres russes. Le Premier empire bulgare a joué un rôle essentiel dans la transmission de cette civilisation et de cette religion à la Russie kiévienne, ce qui amena par la suite Moscou à s'auto-définir comme « Troisième Rome » après Constantinople (la « Deuxième Rome ») et l'empire Russe à vouloir devenir le protecteur des chrétiens soumis par les Turcs ottomans et en particulier des Bulgares à travers le panslavisme et la renaissance bulgare.